# Margriet Eshuijs
Margriet Eshuijs (Zaandam, 14 oktober 1952 – aldaar, 29 december 2022) was een Nederlandse popzangeres. 

## Biografie
Al op driejarige leeftijd maakte zij zich het spelen op de accordeon eigen. De liefde voor muziek kreeg zij mee van haar ouders die beiden muzikant waren en eigenaar van een muziekwinkel en muziekschool. Vanaf een jaar of negen speelde zij in bandjes (The Marileens, Equipe Z.) op de elektrische gitaar; later speelde zij ook elektronisch orgel en viel zij zo nodig in als zangeres.
In 1972 werd de popgroep Lucifer opgericht; producer Hans Vermeulen was een van de drijvende krachten. De groep brak door in 1975 met de jaren later nog steeds bekende hit 'House for sale'. Hiermee begon de professionele carrière van Eshuijs als popzangeres. In 1975 werd de eerste lp, As We Are uitgebracht. Deze haalde de status van goud. De tweede, Margriet (1977), werd minder goed ontvangen, en in 1979 werd Lucifer opgeheven.
In 1977 maakte ze korte tijd ook nog deel uit van de studiogroep Veronica Unlimited die door Hans van Hemert ter gelegenheid van het 12,5-jarig bestaan van de Veronica Top 40 bij elkaar was gebracht.
Eshuijs ging solo door met de lp On the Move Again, geproduceerd door de Amerikaan Tom Salesbury (1980). Naar aanleiding van dit album kreeg Eshuijs een Edison, de Pall Mall Export Prijs en werd ze uitgenodigd op het Knokke Festival en won daar de Personality Prijs. Daarna maakte zij met de Margriet Eshuijs Band de lp Right on Time (1981) met daarop de hit 'Black Pearl'. De single en het album kregen allebei een Edison. Het album Eye to Eye kwam uit in 1982. Eshuijs speelde zes jaar in het clubcircuit en op veel festivals in Nederland, onder meer op Parkpop in Den Haag. Ze stopte in 1986 met optredens met een vaste band en legde zich vanaf toen toe op solo-optredens. Ze ging lesgeven op het conservatorium en speelde in het Nijmeegse bandje The Dream van Maarten Peters singer-songwriter, bekend van 'White Horses in the Snow'. Eshuijs ging nummers van Peters zingen en hij ging speciaal voor haar componeren. Dit resulteerde in de cd Sometimes (1991).
Eind jaren tachtig ging Eshuijs popmuziek in het theater brengen. De samenwerking tussen haar en Maarten Peters werd steeds intensiever. Peters ging steeds meer muziek voor haar schrijven, meespelen in de band en ook de theatertournees produceren. Na de cd's The Wee Small Hours (1993) en Shadow Dancing (1996) richtten zij hun eigen platenmaatschappij op. Eshuijs vierde haar 25-jarig jubileum als professioneel popzangeres met de live-cd Step into the Light (1999). In 2001 kwam de cd Time uit. Deze is geheel gevuld met composities van Maarten Peters.
Op 29 maart 2005 kwam de eerste live-muziek-dvd In Concert van Eshuijs uit, met opnamen van het concert op 17 maart 2004 in het Zaantheater te Zaandam. In augustus 2006 gaven Eshuijs en haar band twee bijzondere openluchtconcerten, waarbij Shocking Blue-zangeres Mariska Veres als speciale gast was uitgenodigd. Het zouden, zo bleek later, Veres' laatste optredens voor publiek zijn: ze overleed in december 2006. In oktober 2006 verscheen de cd 'In Concert' waarop 16 nummers staan van bovengenoemd concert.
Eshuijs en de band gaven tientallen concerten per jaar, afwisselend een unplugged (semi-akoestische) tournee in de kleinere zalen en een tournee met uitgebreide bezetting en lichtshow in de grotere theaters. De band bestond uit Maarten Peters (zang, akoestische en elektrische gitaren), Co Vergouwen (vleugel, keyboards, hammondorgel, achtergrondzang), David de Marez Oyens (basgitaren, percussie, achtergrondzang) en Mark Eshuis (drums, percussie).
Eshuijs heeft tijdens haar carrière diverse prijzen ontvangen voor haar werk, waaronder Edisons ('On the Move Again', 'Black Pearl' en 'Right on Time') en een Gouden Harp ('Sometimes'). In 1999 werd zij benoemd tot Ridder in de Orde van Oranje-Nassau. In 2013 zong ze samen met Maarten Peters Dichter bij de hemel kom ik niet.

## Privéleven
Eshuijs trouwde in 1975 met Dick Buijsman, de bassist van haar band Lucifer. Hun bruiloft vond gelijktijdig plaats met die van medebandlid Henny Huisman en zijn partner. Na haar echtscheiding was ze van 1984 tot haar overlijden in 2022 samen met zanger-liedjesschrijver Maarten Peters. Uit haar relatie met Buijsman heeft ze een zoon.
Op 29 december 2022 overleed Eshuijs op 70-jarige leeftijd na een periode van ernstige ziekte.

## Discografie
Zie ook discografie Lucifer.

### Albums
| Album met eventuele hitnotering(en) in de Nederlandse Album Top 100 | Datum van verschijnen | Datum van binnenkomst | Hoogste positie | Aantal weken | Opmerkingen               |
| ------------------------------------------------------------------- | --------------------- | --------------------- | --------------- | ------------ | ------------------------- |
| On the move again                                                   | 1979                  | -                     |                 |              |                           |
| Right on time                                                       | 1981                  | 27-02-1982            | 14              | 9            | als Margriet Eshuijs Band |
| Eye to eye                                                          | 1982                  | 13-11-1982            | 41              | 4            | als Margriet Eshuijs Band |
| Sometimes                                                           | 1991                  | 02-11-1991            | 34              | 8            |                           |
| The wee small hours                                                 | 1993                  | 02-10-1993            | 56              | 6            |                           |
| Shadow dancing                                                      | 1996                  | -                     |                 |              |                           |
| Step into the light                                                 | 1998                  | -                     |                 |              |                           |
| Time                                                                | 2001                  | -                     |                 |              |                           |
| In concert                                                          | 2005                  | -                     |                 |              |                           |

### Singles
| Single met eventuele hitnotering(en) in de Nederlandse Top 40 | Datum van verschijnen | Datum van binnenkomst | Hoogste positie | Aantal weken | Opmerkingen                                             |
| ------------------------------------------------------------- | --------------------- | --------------------- | --------------- | ------------ | ------------------------------------------------------- |
| Doelloos                                                      | 1979                  | -                     |                 |              |                                                         |
| On the move again                                             | 1979                  | -                     |                 |              |                                                         |
| You're my sun                                                 | 1979                  | -                     |                 |              |                                                         |
| S.O.S.                                                        | 1980                  | -                     |                 |              |                                                         |
| I could never leave you                                       | 1980                  | 02-02-1980            | tip11           | -            |                                                         |
| This time                                                     | 1981                  | 07-11-1981            | tip19           | -            | als Margriet Eshuijs Band                               |
| Girl on the radio                                             | 1981                  | -                     |                 |              | als Margriet Eshuijs Band                               |
| Black pearl                                                   | 1982                  | 13-02-1982            | 13              | 7            | als Margriet Eshuijs Band / Nr. 15 in de Single Top 100 |
| Colourful rainbows                                            | 1982                  | -                     |                 |              | als Margriet Eshuijs Band                               |
| Joe and Jerry                                                 | 1982                  | 15-01-1983            | tip5            | -            | als Margriet Eshuijs Band / Nr. 39 in de Single Top 100 |
| Go on back to Barbados                                        | 1983                  | 07-05-1983            | tip12           | -            |                                                         |
| I just want to hang around you                                | 1985                  | -                     |                 |              | als Margriet Eshuijs Band                               |
| Take it out on the street                                     | 1991                  | 19-10-1991            | tip8            | -            | Nr. 75 in de Single Top 100                             |
| All over again                                                | 1992                  | -                     |                 |              |                                                         |
| Goodbye dance                                                 | 1992                  | -                     |                 |              |                                                         |
| Sometimes                                                     | 1992                  | -                     |                 |              |                                                         |
| Bring out the rain                                            | 1993                  | -                     |                 |              |                                                         |
| I can't have it all                                           | 1993                  | -                     |                 |              |                                                         |
| God is a sleep                                                | 1994                  | -                     |                 |              |                                                         |
| The horn of plenty                                            | 1996                  | -                     |                 |              |                                                         |
| We don't have to say goodnight                                | 1996                  | -                     |                 |              |                                                         |
| Alpe d'HuZes                                                  | 2011                  | -                     |                 |              | met Maarten Peters / Nr. 50 in de Single Top 100        |
| Alpe d'HuZes                                                  | 2012                  | -                     |                 |              | met Maarten Peters / Nr. 96 in de Single Top 100        |

### NPO Radio 2 Top 2000
| Nummer met noteringen in de NPO Radio 2 Top 2000 | '99 | '00 | '01  | '02  | '03  | '04  | '05  | '06  | '07  | '08  | '09  | '10  | '11  | '12  |
| ------------------------------------------------ | --- | --- | ---- | ---- | ---- | ---- | ---- | ---- | ---- | ---- | ---- | ---- | ---- | ---- |
| Black Pearl                                      | 823 | 910 | 1234 | 1360 | 1633 | 1498 | 1373 | 1260 | 1502 | 1382 | 1643 | 1374 | 1727 | 1777 |

1. ↑  Een vetgedrukt getal geeft de hoogste notering aan.
2. ↑  Deze tabel is bijgewerkt tot en met de laatste editie (2024).